# Yotsume Rocks
Die Yotsume Rocks (japanisch 四つ目岩 Yotsume-iwa, deutsch ‚Felsen mit vier Augen‘, norwegisch Firaugnutane) sind vier markante Felsvorsprünge an der Prinz-Harald-Küste des ostantarktischen Königin-Maud-Lands. Am südwestlichen Ufer der Lützow-Holm-Bucht ragen sie auf der Nordseite der Halbinsel Djupvikneset auf.
Norwegische Kartographen kartierten sie anhand von Luftaufnahmen der Lars-Christensen-Expedition 1936/37. Wissenschaftler der von 1957 bis 1962 durchgeführten japanischen Antarktisexpedition nahmen Vermessungen und die deskriptive Benennung vor. Das Advisory Committee on Antarctic Names übertrug diese 1968 in einer Teilübersetzung ins Englische.